# 荊玲
荊玲（1945年6月1日—）為前臺灣女子田徑、籃球雙棲運動員，生於蘭州，出身淡江中學與國立臺灣師範大學，初中畢業後正式踏上籃球路加入純德女籃。